# 하길종
하길종(河吉鍾, 1941년 4월 13일 ~ 1979년 2월 28일)은 대한민국의 영화감독이다.

## 생애
경상남도 부산에서 출생했다. 서울대학교 불어불문학과를 나온 후 도미하여 캘리포니아 대학교 로스앤젤레스 영화학과에서 예술학 석사 학위를 받았다. 그곳에서 이른바 '언더그라운드' 영화운동에 참가하여 《병사(兵士)의 제전(祭典)》, 《환자》 등을 16밀리 필름으로 제작했다. 귀국 후 한때 소형영화(小型映畵)운동에 관계했고, 이효석 원작의 《화분(花粉)》(1972)을 영화화했다. 그의 작품경향은 사회적 모순 속에서 인간의 진실을 추구하는 내면적 영상의 탐구였다.

## 작품

### 감독
- 1969년 병사의 제전
- 1972년 화분
- 1974년 수절
- 1975년 바보들의 행진
- 1976년 여자를 찾습니다
- 1977년 한네의 승천
- 1978년 별들의 고향 2
- 1979년 병태와 영자

## 가족 관계
- 남동생: 하명중

## 같이 보기
- 한국 영화